# Choroba bawełniana

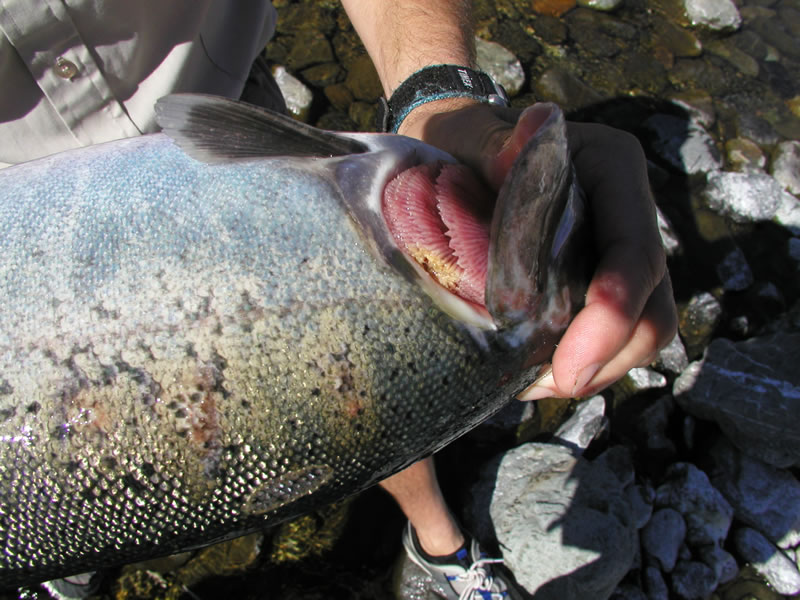
Czawycza z objawami fleksibakteriozy

Choroba bawełniana, (flexibakterioza, fleksibakterioza) – choroba bakteryjna ryb.

## Wstęp
Odporność ryb w warunkach naturalnych jest dużo większa od warunków sztucznych, hodowlanych. Najbardziej chorobotwórcza flora bakteryjna w połączeniu z groźnymi pasożytami jest wynikiem równowagi biocenotycznej. Tej równowagi trudno jest doświadczyć w hodowli akwariowej. 
Wymieniona choroba może występować zarówno w warunkach naturalnych jak i sztucznych. 
Jednym z czynników wywołujących tę chorobę jest czynnik abiotyczny. Powoduje on, że sposób w jakim są hodowane stwarza „okazję” do rozpowszechnienia się choroby. Tę chorobę wywołują najczęściej bakterie Chondrococus columnaris z rodzaju Flexibacter. 
Ingerencja człowieka przy hodowli ryb (np. karmienie, nawożenie, napowietrzanie) niekiedy tę równowagą zakłóca, dlatego ważnym czynnikiem antychotobotwórczym jest „ wkład własny”. 
Bakterie żyjąc w środowisku dogodnym szybko się rozwijają. Sprzyja temu rozkładające się resztki pokarmowe, roślinne itp. 
Sprzyjającą okolicznością jest przeniesienie choroby wraz z zarażonymi rybami i roślinami (przy kupnie), ślimakami, żywym pokarmem typu rureczniki, ochotka. 
Choroba nie leczona może doprowadzić do śnięcia ryb. 

## Objawy
Wizualnie choroba ta jest podobna do innej choroby pleśniawki. We wczesnym stadium rozwija się wewnątrz, by pojawić się w zaawansowanym stanie. Zanim się pojawi, ryby zaczynają wykazywać zmiany w zachowaniu się. Stronią od innych ryb, są mniej „towarzyskie”, chowają się po kątach, ocierają się o różnego typu przedmioty powodując tym samym „samookaleczenie”. 
W pierwszym stadium skóra na powierzchni całej ryby jest jakby postrzępiona z powodu martwicy części naskórka. Pojawia się na skórze zmętnienie w postaci białawych plam. Poprzez ocieranie się o ostre przedmioty chora ryba traci swoje łuski stwarzając w ten sposób okazję do aktywności bakterii na swym ciele. Nalot w postaci kłębuszków „waty” pojawia się wokół pyska. „Waciki” te pojawiają się również w innych częściach ciała, najczęściej na skrzelach i w okolicy płetwy ogonowej. W miejscach odsłoniętych z braku łusek pojawia się oprócz wybielenia różnego rodzaju zaczerwienia i przekrwienia. Na głowie, ponad oczami w części czołowej pojawiają się drobne, niewielki białe punkciki z czasem zajmujące coraz więcej miejsca wokół oczu.

## Leczenie
Choroba ta jest uleczalna we wczesnym stadium. W stadium zaawansowanym chore ryby należy uśmiercić. Całe akwarium należy zdezynfekować stosując praparaty odkażające Ichtiosan, Abioseptyna, MFC.
Ryby chore odławiamy do wcześniej przygotowanego akwarium z wodą „starą” i z roztworem Ichtiosanu (10-15 ml/100l). Tam przeprowadzamy kąpiel długotrwałą przez okres ok. 7 dni. Kąpiele krótkotrwałe nie dają takiej „gwarancji”, możliwe są wówczas nawroty choroby.
Innym środkiem leczniczym stosowanym przez hodowców jest:
- chloromycetyna w ilości 40 mg/l (3 dni);
- sulfatiazol 100 mg/l (2-4 dni);
- chlorotetracyklina 13–130 mg/l - kąpiel przez 2-5 dni.

Temperatura w zbiorniku do leczenia wyższa o ok. 3-5 0 C.
Podczas leczenia chore ryby dokarmiamy ostrożnie pokarmem bardzo dokładnie wymytym, wyczyszczonym i odkażonym. Najlepiej podkarmiać w tym czasie tylko pokarmem sztucznym, bogatym w różne minerały, witaminy (Supervit, Bio-vit, Ichtio-vit, Ovo-vit),.

## Zalecenia
- Zapewnić rybom odpowiednio optymalnych warunków zbliżonych do warunków naturalnych,
- Unikanie wpuszczania świeżych ryb od razu do akwarium ogólnego,
- Unikanie karmienia świeżo nabytym pokarmem (należy bardzo dokładnie wymyć, usuwając martwe, „podejrzane”), następnie pokarm taki odkazić,
- Usuwać resztki pokarmowe i psujące się części roślin (pożywka dla bakterii),
- Higiena akwarium.